# Basil Ferdinand Curti
Basil Ferdinand Curti, auch Ferdinand Curti (* 20. Mai 1804 in Rapperswil; † 9. Juli 1888 in Konstanz; heimatberechtigt in Rapperswil, Pfäfers und Rorschach), war ein Schweizer Jurist und Politiker.

## Leben

### Familie
Basil Ferdinand Curti entstammte dem 1665 eingebürgerten Rapperswiller Bürgergeschlecht Curti und war der Sohn des Kaufmanns und alt Kantonsrats Johann Baptist Nepomuk Curti (* 1757; † 26. August 1842) und von dessen zweiter Ehefrau Maria Elisabeth Karolina (geb. Helbling); er hatte noch zehn Halb- und sechzehn Vollgeschwister. Er war der Onkel von Ferdinand Curti (1836–1921) und der Grossonkel des Redaktors und Politikers Theodor Curti.
Er war seit 1838 in erster Ehe mit Rosina Margareta (1810–1844), der Tochter des Kaufmanns und Politikers Johann Justus Finger (1781–1868) und dessen erster Ehefrau Johannette Jacobea Friederike (geb. Wagner) († 29. Juni 1819) verheiratet; die Stiefmutter seiner Ehefrau war die Tochter von Johann Wolfgang Textor, dem Grossvater von Johann Wolfgang von Goethe.
In zweiter Ehe heiratete er 1850 Ida Luise Hérosé (1817–1889), eine Fabrikantentochter aus Konstanz; ihr gemeinsamer Sohn war der spätere Jurist Eugen Curti (1851–1917).
1866 siedelte er von St. Gallen nach Konstanz über.
Curti führte über 60 Jahre lang ein Tagebuch, das heute auf der Online-Plattform Retrodigital einsehbar ist.

### Werdegang
Basil Ferdinand Curti besuchte das Gymnasium in Sitten und in Solothurn (siehe Kantonsschule Solothurn); dort schloss er eine enge Freundschaft mit dem späteren Mediziner und Politiker Peter Jakob Felber.
Während er das Lyzeum in Luzern besuchte, war er ein Schüler von Casimir Pfyffer, bei dem er Unterricht in Staats- und Rechtswissenschaften sowie Geschichte hatte und Ignaz Paul Vital Troxler; für den er sich, nach dessen Entlassung aus dem Schuldienst im Oktober 1821 als Professor der Philosophie und der allgemeinen Geschichte, 1822 beim Täglichen Rat (Kleiner Rat) einsetzte. Dies führte dazu, dass er aufgefordert wurde, den Kanton innerhalb von 12 Stunden zu verlassen.
Von 1822 bis 1825 studierte er Theologie, Geschichte, Sprachen und vor allem Rechtswissenschaften an der Universität Würzburg, der Universität Heidelberg und der Universität Göttingen, die er ohne Abschluss verliess und war von 1826 bis 1831 als Rechtsanwalt in St. Gallen tätig; hierbei erhielt er seine Ausbildung bei Johann Baptist Gruber (1786–1846).
Von 1831 bis 1835 war er Rechtsanwalt in Lichtensteig und anschliessend wieder bis 1866 in St. Gallen.
Er war von 1831 bis 1846 Redaktor der St. Galler Zeitung und von 1847 bis 1849 sowie von 1850 bis 1851 des liberal-radikal und antikirchlich ausgerichteten St. Galler Boten.
1853 war er Mitglied im weiteren Komitee sowie von 1853 bis 1857 im Generalkomitee der Schweizerischen Südostbahn und von 1857 bis 1863 war er im Verwaltungsrat der Vereinigten Schweizerbahnen; seiner Bitte um Entlassung aus dem Verwaltungsrat wurde 1861 nicht entsprochen.
In der Schweizer Armee erreichte er den Dienstgrad eines Hauptmanns.

### Politisches und gesellschaftliches Wirken
Basil Ferdinand Curti war ein leidenschaftlicher Vertreter der Spätaufklärung, der patriotischen Bewegung, der absoluten Staatsgewalt und des Fortschritts. Als liberaler Katholik und Gegner des Ultramontanismus bekämpfte er den Einfluss der Kirche in Erziehung und Politik, die Gründung des Bistums St. Gallen, den Sonderbund und das Zweikammersystem des Bundesstaats. Anfänglich war er ein begeisterter Parteigänger der Liberalen wie Gallus Jakob Baumgartner, Matthias Hungerbühler (1805–1884) und Johann Baptist Weder. Nachdem die Auseinandersetzungen um die Bundesrevision zu einer Spaltung der liberalen Bewegung in zwei Gruppierungen, die Radikalen und die Liberalen bzw. Freisinnigen geführt hatte, distanzierte er sich von den Liberalen durch seine radikal-idealistische Politik (siehe Regeneration (Schweiz)) und bildete gemeinsam mit Johann Baptist Weder und Matthias Hungerbühler das radikal-liberale Führungstrio. Er beteiligte sich an der fortschrittlich demokratischen Ausgestaltung der kantonalen Gesetzgebung und Verwaltung und war ein Vorkämpfer des schweizerischen Bundesstaats von 1848 (siehe Schweizer Bundesverfassung 1848).
1832 kritisierte er als Vertreter der Gläubiger die Justiz in der Erb- und Konkursangelegenheit des Arztes Johann Heinrich Oberteufer aus Wattwil.
Er war von 1835 bis 1859 (1839 Präsident) sowie von 1861 bis 1866 (1863 Präsident) liberaler St. Galler Grossrat und in dieser Zeit, als Nachfolger von Josef Leonhard Bernold, von 1839 bis 1859 im Kleinen Rat und leitete als Regierungsrat das Äussere- und Militär- sowie das Justizdepartement und war fünfmal (1845, 1849, 1852, 1855 und 1858) Landammann; seinem Rücktrittsgesuch 1858 wurde nicht entsprochen. In seiner Amtszeit als Regierungsrat prägte er das Militär- (1852) und Strafgesetz (1857) des Kantons.
1838 stimmte er im Grossen Rat für die Aufhebung des Klosters Pfäfers.
Er wurde 1840 zum Kassierer des katholischen Administrations- und Erziehungsrats gewählt.
1845 war er beteiligt am Freischarenzug, der das Ziel hatte, die konservative Regierung des Kantons Luzern zu stürzen und die Jesuiten zu vertreiben. Hierzu stand er mit dem Führer des Freischarenzugs Jakob Imobersteg im Briefverkehr, der ihn auch persönlich in St. Gallen besuchte. Im Kanton St. Gallen wurde er in ein siebenköpfiges Komitee gewählt, dass in dieser Zeit Spenden aus St. Gallen an die betroffene Bevölkerung im Kanton Luzern steuern sollte; er präsidierte das Hilfskomitee, das 13.000 Gulden sammelte.
Nach Beendigung des Sonderbundskriegs nahm er als ausserordentlicher Regierungskommissär 1849 den Bezirksammann Josef Zünd (1793–1858) wegen amtswidriger Regelwidrigkeiten fest.
Vom 7. Juli 1851 bis zum 30. November 1851 war er Mitglied des Ständerats und gehörte dort der Zollkommission an.
Er wurde 1855 vom Kleinen Rat, als Stellvertreter des Baudepartements, zum ausserordentlichen Kommissar ernannt und in das überflutete St. Galler Rheintal entsandt, um notwendige Hilfsmassnahmen einzuleiten.
1856 war er Präsident des Komitees für die Schweizerische Industrieausstellung in Bern 1857 (siehe Schweizerische Landesausstellung).
Er unterstützte 1858 Johann Baptist Weder zur Wahl in den Nationalrat.
1858 wurde er zum Regierungskommissar gewählt.
Von 1859 bis 1861 war er Verfassungsrat sowie, als Nachfolger des verstorbenen Benedikt Schubiger, vom 9. Januar 1860 bis zum 2. Dezember 1866 radikal-liberaler Nationalrat, bevor er sich aus der Politik zurückzog; sein Nachfolger im Nationalrat wurde Bankdirektor Johann Baptist Gaudy. Im Nationalrat betrieb er eine gemeinsame Politik mit Alfred Escher.
Seine Ansprache zur Eröffnung des Eidgenössischen Schützenfestes 1859 in Zürich führte zu einer politischen Auseinandersetzung mit dem Nationalrat Johann Joseph Müller. Er hatte in seiner Rede den St. Gallischen Konservatismus beim Namen genannt und vorhergesagt, dass deren Partei auf halbem Weg nicht stehen bleiben könne, sondern weiter müsse und nun der Kampf um die Verfassungsrevision beginne.
1861 erfolgte seine Wahl als Richter in das Kassationsgericht, die höchste Gerichtsinstanz im Kanton St. Gallen, die er jedoch ablehnte. Im selben Jahr wurde er zum Präsidenten des Kassationsgerichts ernannt; 1865 wollte er von seinem Amt zurücktreten, das Gesuch wurde jedoch abgelehnt und erst 1866 genehmigt.
Er reichte 1862, gemeinsam mit Franz Bünzli, eine Motion zur Schaffung eines schweizerischen Handelsgesetzbuches (siehe Geschichte des Handelsrechts#Schweiz) ein, die auch für erheblich erklärt wurde und in einer von Jakob Dubs bearbeiteten Fassung an den Bundesrat zur weiteren Prüfung übergeben wurde. Walther Munzinger wurde darauf vom Bundesrat beauftragt, Vorabklärungen für ein schweizerisches Handelsgesetzbuch zu machen. 1864 legte dieser ein Gutachten und einen Entwurf für ein solches Handelsgesetzbuch vor. Dabei orientierte er sich mehr am 1861 erschienenen Allgemeinen Deutschen Handelsgesetzbuch als am französischen Code de commerce von 1807. Walther Munzinger erarbeitete auch zwei Entwürfe zum Obligationenrecht. Diese Arbeiten hatten einen bedeutenden Anteil am späteren schweizerischen Obligationen- und Handelsrecht von 1881.
Er gehörte 1862 der Kommission an, die einen Gesetzesvorschlag zum Kriminalprozess prüfte und er stellte eine weitere Motion zur Ausarbeitung eines Konkursgesetzes.
1863 wurde er in die Staatswirtschaftliche Kommission des Grossen Rats gewählt.
Er wurde 1864 in das Gründungskomitee gewählt, das sich für eine Bahnverbindung Konstanz-Romanshorn-Rorschach (siehe Seelinie (Bahnstrecke)) einsetzte und 1865 zur Aktienzeichnung einlud.
1865 stellte er eine Motion zur Abschaffung der Todesstrafe in St. Gallen, eine weitere Motion zur Abschaffung der Ehe als Sakrament und dafür die Einführung der Zivilehe und eine Motion zur Revision der Beweisregeln des Zivilprozesses.
Er beendete 1866 seine politische Laufbahn, zog sich in das Privatleben zurück und siedelte nach Konstanz über.

## Mitgliedschaften
Basil Ferdinand Curti war 1821/1822 Mitglied des Schweizerischen Zofingervereins.
1861 wurde er zum Präsidenten des liberalen Schützengartenvereins gewählt.
Er war Ehrenmitglied im Schweizerischen Vereins für Straf- und Gefängniswesen.

## Ehrungen und Auszeichnungen
Basil Ferdinand Curti wurde 1859 zum Ehrenbürger von Rorschach ernannt.

## Schriften (Auswahl)
- Über Verantwortlichkeit der Beamten. 1832.[99]
- Neu-Toggenburg: Ein Exempelchen, wie unsere Justiz mitunter ihr Schläfchen tut. In: St. Galler Zeitung Nr. 5 vom 18. Januar 1832. S. 2–3 (Digitalisat).
- Dr. Oberteufer'sche Erb-Verheimlichungs-Geschichte. In: Extra-Beilage zu Nr. 12 der St. Galler Zeitung vom 11. Februar 1832. S. 5–6 (Digitalisat).
- Ein unterschriebener Anwald an einen anonymen Zeitungsschreiber. In: Extra-Beilage zu Nr. 29 der St. Galler Zeitung vom 9. April 1836. S. 1–2 (Digitalisat).
- Zweite Epistel eines genannten Anwalds an einen ungenannten Zeitungsschreiber. In: Extra-Beilage zu Nr. 37 der St. Galler Zeitung vom 7. Mai 1836. S. 1–3 (Digitalisat).
- Die Debatte über die bischöfliche Denkschrift im Großen Rathe. In: St. Galler Zeitung vom 20. März 1858. S. 1–2 (Digitalisat).
- Bodenseebahn. In: St. Galler Zeitung vom 26. Oktober 1864. S. 1 (Digitalisat).
- Bodenseebahn (II.). In: St. Galler Zeitung vom 27. Oktober 1864. S. 1 (Digitalisat).